# Jüngere römische Kursive

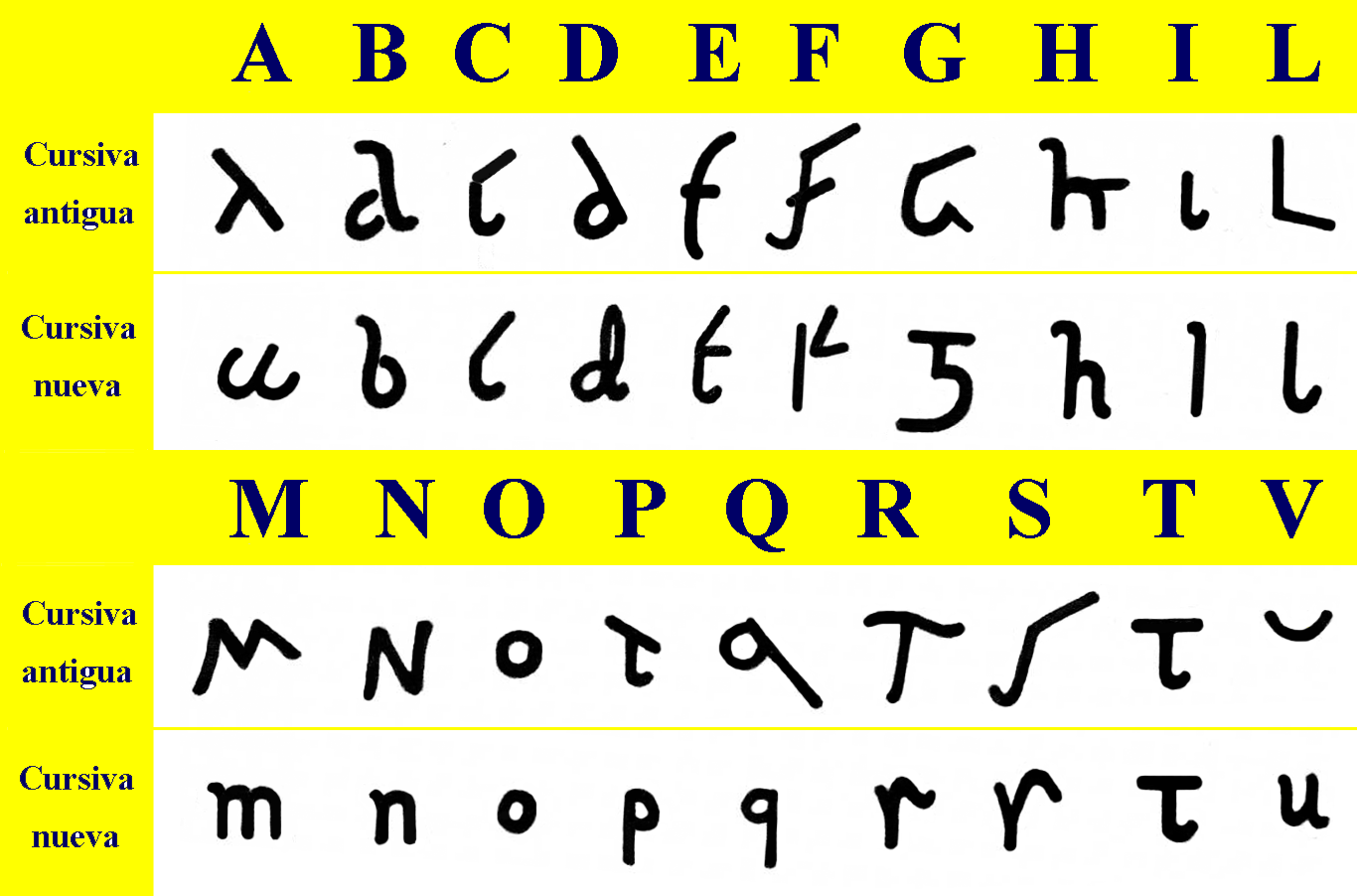
Ältere (oben) und jüngere (unten) römische Kursive im Vergleich

Die jüngere römische Kursive oder Minuskelkursive ist die erste Minuskelschrift der lateinischen Schriftentwicklung. 
Sie hat sich aus der älteren römischen Kursive entwickelt und wurde vom späten 4. Jahrhundert an bis in das frühe Mittelalter hinein verwendet.
Es ist eine Kursivschrift (auch Geschäftsschrift). Die Buchstaben sind überwiegend miteinander verbunden,  man konnte sie also recht schnell schreiben und verwendete sie daher für alltägliche geschäftliche oder amtliche Zwecke, d. h. für Briefe, Akten, Urkunden oder Notizen. Geschrieben wurde sie mit einem Griffel auf Wachstafeln oder mit Tinte auf Papyrus oder (seltener) Pergament. 
Eine Neuerung gegenüber älteren Schriften ist, dass die Buchstaben nicht alle die gleiche Höhe haben, sondern einige von ihnen Oberlängen oder Unterlängen aufweisen. Hiermit ist erstmals das Prinzip der Minuskelschrift entwickelt. Die jüngere römische Kursive bildet daher die Wurzel aller späteren Minuskelschriften.
Im 5. Jahrhundert entstand aus der Minuskelkursive durch Kalligraphisierung auch eine Buchschrift: die Halbunziale.